# Loxandrus uniformis
Loxandrus uniformis är en skalbaggsart som beskrevs av Allen. Loxandrus uniformis ingår i släktet Loxandrus och familjen jordlöpare. Inga underarter finns listade i Catalogue of Life.